# Championnat d'Ouganda de football 1981
Navigation
Édition précédente Édition suivante
La saison 1981 du Championnat d'Ouganda de football est la douzième édition du championnat de première division ougandais. Seize clubs ougandais prennent part au championnat organisé par la fédération. Les équipes rencontrent deux fois leurs adversaires, à domicile et à l'extérieur. En fin de saison, pour permettre la mise en place d'un Super Ten, les sept derniers du classement à l'issue de la saison sont relégués et il n'y a pas de promotion.
C'est le Kampala City Council qui remporte la compétition cette saison après avoir terminé en tête du classement final, avec un seul point d'avance sur le Villa SC. C'est le troisième titre de champion d'Ouganda de l'histoire du club.

## Participants
- Maroons FC
- Nile Breweries FC
- Villa SC[1]
- Kampala City Council
- Lufula FC - Promu de D2
- Coffee SC
- AT Millers - Promu de D2
- Nsambya Old Timers FC
- NIC FC
- Nytil FC
- Uganda Commercial Bank FC
- Masaka FC
- Wandegeya FC - Promu de D2
- Tobacco Bugembe
- Express FC
- Mbale Heroes
- Lint Marketing Board - Promu de D2

## Compétition

### Classement
Le classement est établi sur le barème de points classique : victoire à 2 points, match nul à 1, défaite à 0.
| Rang | Équipe                    | Pts | J  | G  | N  | P  | Bp | Bc | Diff |
| ---- | ------------------------- | --- | -- | -- | -- | -- | -- | -- | ---- |
| 1    | Kampala City Council      | 48  | 32 | 21 | 6  | 5  | 87 | 28 | +59  |
| 2    | Villa SC                  | 47  | 32 | 20 | 7  | 5  | 68 | 32 | +36  |
| 3    | Express FC                | 39  | 32 | 15 | 9  | 8  | 63 | 37 | +26  |
| 4    | Uganda Commercial Bank FC | 38  | 32 | 16 | 12 | 4  | 50 | 28 | +22  |
| 5    | Nile Breweries FCT        | 37  | 32 | 15 | 7  | 10 | 37 | 23 | +14  |
| 6    | Nytil FC                  | 37  | 32 | 13 | 11 | 8  | 51 | 53 | -2   |
| 7    | Masaka FC                 | 36  | 32 | 13 | 10 | 9  | 39 | 38 | +1   |
| 8    | Maroons FC                | 32  | 32 | 12 | 8  | 12 | 43 | 45 | -2   |
| 9    | Tobacco Bugembe           | 31  | 32 | 12 | 7  | 13 | 37 | 36 | +1   |
| 10   | Lufula FCP                | 31  | 32 | 13 | 5  | 14 | 41 | 53 | -12  |
| 11   | Coffee SCC                | 29  | 32 | 12 | 5  | 15 | 32 | 41 | -9   |
| 12   | NIC FC                    | 29  | 32 | 10 | 9  | 13 | 11 | 49 | -38  |
| 13   | Lint Marketing BoardP     | 26  | 32 | 9  | 8  | 15 | 36 | 55 | -19  |
| 14   | Nsambya Old Timers FC     | 26  | 32 | 9  | 8  | 15 | 36 | 55 | -19  |
| 15   | Mbale Heroes              | 23  | 32 | 7  | 9  | 16 | 35 | 63 | -28  |
| 16   | Wandegeya FCP             | 19  | 32 | 6  | 7  | 19 | 35 | 69 | -34  |
| 17   | AT MillersP               | 16  | 32 | 4  | 4  | 24 | 24 | 86 | -62  |

|  | Qualification pour la Coupe des clubs champions africains 1982 et la Coupe CECAFA des clubs 1982 |
|  | Qualification pour la Coupe des Coupes 1982                                                      |
|  | Relégation directe en deuxième division                                                          |
|  | T : Tenant du titre C : Vainqueur de la Coupe d'Ouganda P : Promu de D2                          |

## Bilan de la saison
| Championnat d'Ouganda de football 1981                             |                                 |
| Champion                                                           | Kampala City Council (3e titre) |
| Coupes et trophées                                                 |                                 |
| Vainqueur de la Coupe d'Ouganda 1981                               | Coffee SC                       |
| Qualifications continentales                                       |                                 |
| Coupe des clubs champions africains 1982                           | Kampala City Council            |
| Coupe d'Afrique des vainqueurs de coupe de football 1982           | Coffee SC                       |
| Coupe CECAFA des clubs 1982                                        | Kampala City Council            |
| Promotions et relégations                                          |                                 |
| Promus en Championnat d'Ouganda de football                        | Aucun                           |
| Relégués en Championnat d'Ouganda de football de deuxième division | Coffee SC                       |
| Relégués en Championnat d'Ouganda de football de deuxième division | NIC FC                          |
| Relégués en Championnat d'Ouganda de football de deuxième division | Lint Marketing Board            |
| Relégués en Championnat d'Ouganda de football de deuxième division | Nsambya Old Timers FC           |
| Relégués en Championnat d'Ouganda de football de deuxième division | Mbale Heroes                    |
| Relégués en Championnat d'Ouganda de football de deuxième division | Wandegeya FC                    |
| Relégués en Championnat d'Ouganda de football de deuxième division | AT Millers                      |